# امگا قنطورس
امگا قنطورس (ω Cen) یا ان‌جی‌سی ۵۱۳۹(به انگلیسی: NGC 5139) یک خوشهٔ ستاره‌ای کروی است
که در صورت فلکی قنطورس قرار دارد و توسط ادموند هالی در سال ۱۶۷۷ کشف شد؛ البته در نقشهٔ ستارگان بطلمیوس به عنوان ستاره ثبت شده‌است. با اینکه یک ستاره نیست و خوشهٔ ستاره‌ای است، اما نام آن براساس کاتالوگ ستاره‌ای بایر امگا قنطوری ثبت شده‌است.
در کهکشان راه شیری این بزرگ‌ترین و درخشان‌ترین خوشهٔ ستاره‌ای کروی است و در گروه محلی فقط مایال ۲ در کهکشان آندرومدا درخشان‌تر و سنگین‌تر است. ω قطنورس کاملاً با خوشه‌های ستاره‌ای کروی کهکشان راه شیری متفاوت است و تصور می‌رود دارای ریشهٔ متفاوتی نیز باشد.
امگا قنطوری در فاصلهٔ ۱۵٬۸۰۰ سال نوری (۴٬۸۵۰ pc) از زمین واقع شده‌است و شامل چندین میلیون ستارهٔ جمعیت دو است. تخمین زده شده‌است که هر ستاره به طور میانگین ۰٫۱ سال نوری از نزدیک‌ترین ستارهٔ خوشه فاصله دارد.
امگا قنطورس از معدود خوشه‌های ستاره‌ای است که با چشم غیر مسلح دیده می‌شود و اندازهٔ زاویه‌ای آن به اندازهٔ ماه کامل است. ستارهٔ کاپتین که ۱۳ سال نوری از زمین فاصله دارد. تصور می‌رود که پیش‌تر در این خوشه بوده‌است.
سن آن ۱۲ گیگاسال، طول آن ۶۸ سال نوری، جرم آن ۱۰۳۷ کیلوگرم و قدر ظاهری آن ۳٫۷  است.